# Cratere Freedom
Freedom  è un cratere sulla superficie di Marte.